# Stuart Spencer
Stuart K. Spencer (n. 20 februarie 1927, Phoenix, Arizona, SUA – d. 12 ianuarie 2025, Palm Desert⁠(d), California, SUA) a fost un consultant politic⁠(d) american. În calitate de co-fondator al Spencer-Roberts, acesta și firma sa au gestionat peste 400 de campanii politice republicane.
Stuart Spencer a activat în Marina Statelor Unite între 1945 și 1946. A absolvit East Los Angeles Junior College cu o diplomă în arte⁠(d), iar mai târziu  Universitatea de Stat din California, Los Angeles⁠(d) cu o licență în sociologie în 1951.
A înființat Spencer-Roberts & Associates, Inc. în California în 1961 împreună cu Bill Roberts. Aceștia au fost printre primii directori de campanie profesioniști. În 1962, a gestionat campania lui Thomas Kuchel⁠(d) pentru Senatul Statelor Unite în California. După aceasta, a gestionat campania prezidențială a lui Nelson Rockefeller din 1964 și campania lui Donald Riegle⁠(d) pentru Congresul Statelor Unite în Michigan în 1966.
A gestionat campania lui Ronald Reagan pentru poziția de guvernator în California în 1966. În acel an, Reagan i-a spus lui Spencer că „politica este exact ca showbizul. La început este excepțional, progresezi fără probleme pentru o perioadă, iar apoi ai parte de un final spectaculos”. De asemenea, acesta a condus campania sa pentru aceeași poziție în 1970, respectiv campaniile sale prezidențiale în 1980 și 1984.
Stuart Spencer a devenit unicul proprietar al companiei Spencer-Roberts în 1974. Doi ani mai târziu, a ocupat funcția de vicepreședinte pentru organizarea politică în campania prezidențială a lui Gerald Ford. Când a fost director de campanie pentru Reagan în 1980, Spencer i-a sugerat să-l aleagă pe George H. W. Bush pentru funcția de vicepreședinte. Reagan nu a fost de acord cu ideea deoarece Bush îi era antipatic. „Nu avea cum să-l aleagă pe Bush. Nu exista chimie între cei doi” a susținut Spencer.
În 1985, se presupune că ar fi primit 350.000 de dolari pentru a gestiona campania prezidențială a lui Eric Delvalle⁠(d) în Panama, iar în 1988 a fost însărcinat cu spălarea reputației lui Dan Quayle. În luna octombrie a aceluiași an, Spencer a remarcat dificultatea acestei sarcini, declarând „Mai întâi a trebuit să le închidem gura celor din John Birch, iar apoi a apărut problema cu Garda Națională”.
Karen Spencer s-a alăturat companiei Spencer-Roberts în 1989. Din acel moment, firma a devenit implicată în politici publice, hobby-uri⁠(d) și strategii politice. Aceasta s-a înregistrat ca lobbyist de stat din California și lobbyist federal din Washington, D. C..
Spencer era prieten bun cu Dick Cheney, lucrând cu acesta încă din perioada președinției lui Ford. În 1993, acesta a prezis că Cheney va candida pentru funcția de președinte în 1996. A declarat pentru revista Human Events: „Eu este pro-alegere⁠(d) și Cheney este pro-viață⁠(d), dar îl voi susține dacă va candida. Este ca un frate pentru mine”.
Spencer a votat pentru democratul Joe Biden în detrimentul republicanului Donald Trump în cadrul alegerilor prezidențiale din 2020, primul democrat pe care l-a sprijinit de la alegerile prezidențiale din 1948⁠(d), când a votat cu Harry Truman.